# 神飞乐团
神飞乐团（신비，Shinvi），是韩国SM娛樂於2001年推出的三人女子音樂組合。

## 成员
- 刘秀珍（유수진，Yoo Soo Jin），1983年3月6日出生。
- 吴尚恩（오상은，Oh Sang Eun），1984年8月24日出生。
- 俞娜（Yu Na），1985年4月18日出生。

## 专辑
- 《15 TO 30》，2002年4月发行。